# Giotto (tàu vũ trụ)
Giotto là một phi thuyền vũ trụ châu Âu của Cơ quan Vũ trụ châu Âu. Phi thuyền này bay qua và nghiên cứu sao chổi Halley, trở thành tàu vũ trụ đầu tiên quan sát một sao chổi. Ngày 13 tháng 3 năm 1986, phi thuyền đã thành công trong việc tiếp cận hạt nhân của Halley ở khoảng cách 596 km. Nó được đặt theo tên của họa sĩ thời kỳ Phục hưng Ý Giotto di Bondone. Ông đã quan sát sao chổi Halley năm 1301 và được truyền cảm hứng để mô tả nó như là ngôi sao của Bethlehem trong bức tranh Adoration of the Magi của ông.

## Chương trình

Quỹ đạo của Giotto

Ban đầu một phi thuyền đối tác của Hoa Kỳ đã được lên kế hoạch sẽ được phóng lên cùng với Giotto, nhưng do cắt giảm ngân sách tại NASA phi thuyền này đã bị hủy bỏ. Có kế hoạch lắp thiết bị quan sát trên tàu con thoi không gian trong quỹ đạo Trái Đất thấp khi Giotto bay qua, nhưng chúng bị rơi xuống trở lại Trái Đất với thảm họa tàu Challenger.
Kế hoạch này sau đó trở thành một đội quân gồm năm phi thuyền không gian bao gồm Giotto, hai từ chương trình Vega của Liên Xô và hai từ Nhật Bản: các phi thuyền Sakigake và Suisei. Ý tưởng này là dành cho các phi thuyền Nhật Bản và phi thuyền thăm dò tiền thân của American International Cometary Explorer để thực hiện các phép đo đường dài, tiếp theo là Vegas của Nga sẽ xác định vị trí hạt nhân, và thông tin thu được sẽ cho phép Giotto nhắm mục tiêu chính xác gần hạt nhân nhất. Bởi vì Giotto sẽ vượt qua rất gần với hạt nhân ESA tin chắc rằng nó sẽ không sống sót sau cuộc chạm trán do bị bắn phá từ nhiều hạt sao chổi tốc độ cao. Nhóm các phi thuyền phối hợp được gọi là Halley Armada.